# Ecofagia
Il termine ecofagia, coniato da Robert Freitas, ricercatore e ingegnere statunitense, significa letteralmente "divoramento dell'ecosistema", dal greco οἶκος (o tardo latino oeco-), "casa, domestico" e φᾰγεῖν "mangiare".
Freitas usava il termine per descrivere uno scenario implicante una nanotecnologia molecolare andata storta. In questa situazione (chiamata grey goo) i nanorobot autoreplicanti e fuori controllo consumano interi ecosistemi, provocando un'ecofagia globale.
Tuttavia, la parola "ecofagia" è adesso applicata più generalmente in riferimento a ogni guerra o evento nucleare, all'espansione di monoculture, alle estinzioni in massa di specie — che possono alterare in modo irreversibile l'intero pianeta. Gli studiosi pensano che questi eventi possano provocare un ecocidio in quanto pregiudicherebbero la capacità della popolazione biologica della Terra di auto-ripararsi.
Altri suggeriscono che eventi più banali e meno spettacolari — come l'inarrestabile crescita della popolazione umana, la continua trasformazione del mondo naturale da parte dell'uomo — farà sì che il pianeta diventi molto meno esuberante e in sostanza, a parte l'uomo, e la natura senza più vita.
Freitas, nel saggio in cui conia il termine ecofagia, scrive: